# Viaduc de Mondragon-Vénéjan
Le viaduc de Mondragon-Vénéjan est un pont ferroviaire français franchissant le Rhône entre Mondragon et Vénéjan, respectivement dans le Vaucluse et le Gard. Long de 637 mètres, ce pont bow-string en acier, achevé en 1999 et mis en service en 2001, porte la LGV Méditerranée.